# Soumans
Soumans est une commune française située dans le département de la Creuse en région Nouvelle-Aquitaine.

## Géographie
| Leyrat             | Treignat Allier |         |
| Lavaufranche       | Soumans         | Nouhant |
| Bord-Saint-Georges | Verneiges       |         |

### Climat
Pour des articles plus généraux, voir Climat de la Nouvelle-Aquitaine et Climat de la Creuse.
Historiquement, la commune est exposée à un climat montagnard.  
En 2020, Météo-France publie une typologie des climats de la France métropolitaine dans laquelle la commune est exposée à un climat de montagne et est dans la région climatique  Ouest et nord-ouest du Massif Central, caractérisée par une pluviométrie annuelle de 900 à 1 500 mm, maximale en automne et en hiver.
Pour la période 1971-2000, la température annuelle moyenne est de 10,6 °C, avec  une amplitude thermique annuelle de 15 °C. Le cumul annuel moyen de précipitations est de 877 mm, avec 11,8 jours de précipitations en janvier et 7,6 jours en juillet. Pour la période 1991-2020, la température moyenne annuelle observée sur la station météorologique la plus proche, située sur la commune de Boussac à 9 km à vol d'oiseau, est de 11,0 °C et le cumul annuel moyen de précipitations est de 896,4 mm,. Pour l'avenir, les paramètres climatiques de la commune estimés pour 2050 selon différents scénarios d’émission de gaz à effet de serre sont consultables sur un site dédié publié par Météo-France en novembre 2022.

## Urbanisme

### Typologie
Au 1er janvier 2024, Soumans est catégorisée commune rurale à habitat très dispersé, selon la nouvelle grille communale de densité à 7 niveaux définie par l'Insee en 2022.
Elle est située hors unité urbaine et hors attraction des villes,.

### Occupation des sols
L'occupation des sols de la commune, telle qu'elle ressort de la base de données européenne d’occupation biophysique des sols Corine Land Cover (CLC), est marquée par l'importance des territoires agricoles (95,3 % en 2018), en diminution par rapport à 1990 (96,3 %). La répartition détaillée en 2018 est la suivante : 
prairies (65 %), zones agricoles hétérogènes (18,1 %), terres arables (12,2 %), forêts (2,3 %), mines, décharges et chantiers (1,4 %), zones urbanisées (1 %). L'évolution de l’occupation des sols de la commune et de ses infrastructures peut être observée sur les différentes représentations cartographiques du territoire : la carte de Cassini (XVIIIe siècle), la carte d'état-major (1820-1866) et les cartes ou photos aériennes de l'IGN pour la période actuelle (1950 à aujourd'hui).

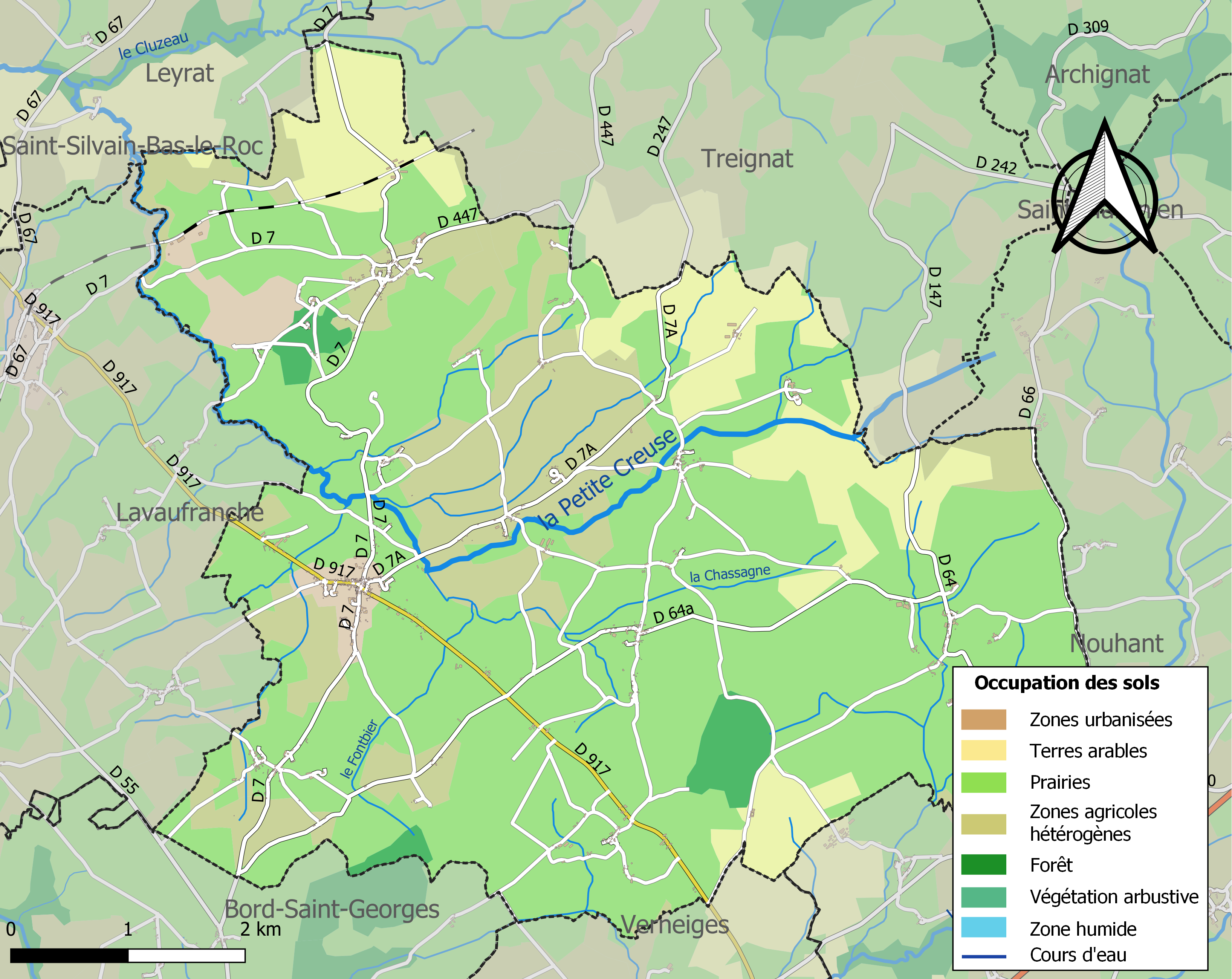
Carte des infrastructures et de l'occupation des sols de la commune en 2018 (CLC).

#### Transport routier
- Réseau TransCreuse

### Risques majeurs
Le territoire de la commune de Soumans est vulnérable à différents aléas naturels : météorologiques (tempête, orage, neige, grand froid, canicule ou sécheresse) et séisme (sismicité faible). Il est également exposé à un risque particulier : le risque de radon. Un site publié par le BRGM permet d'évaluer simplement et rapidement les risques d'un bien localisé soit par son adresse soit par le numéro de sa parcelle.

#### Risques naturels

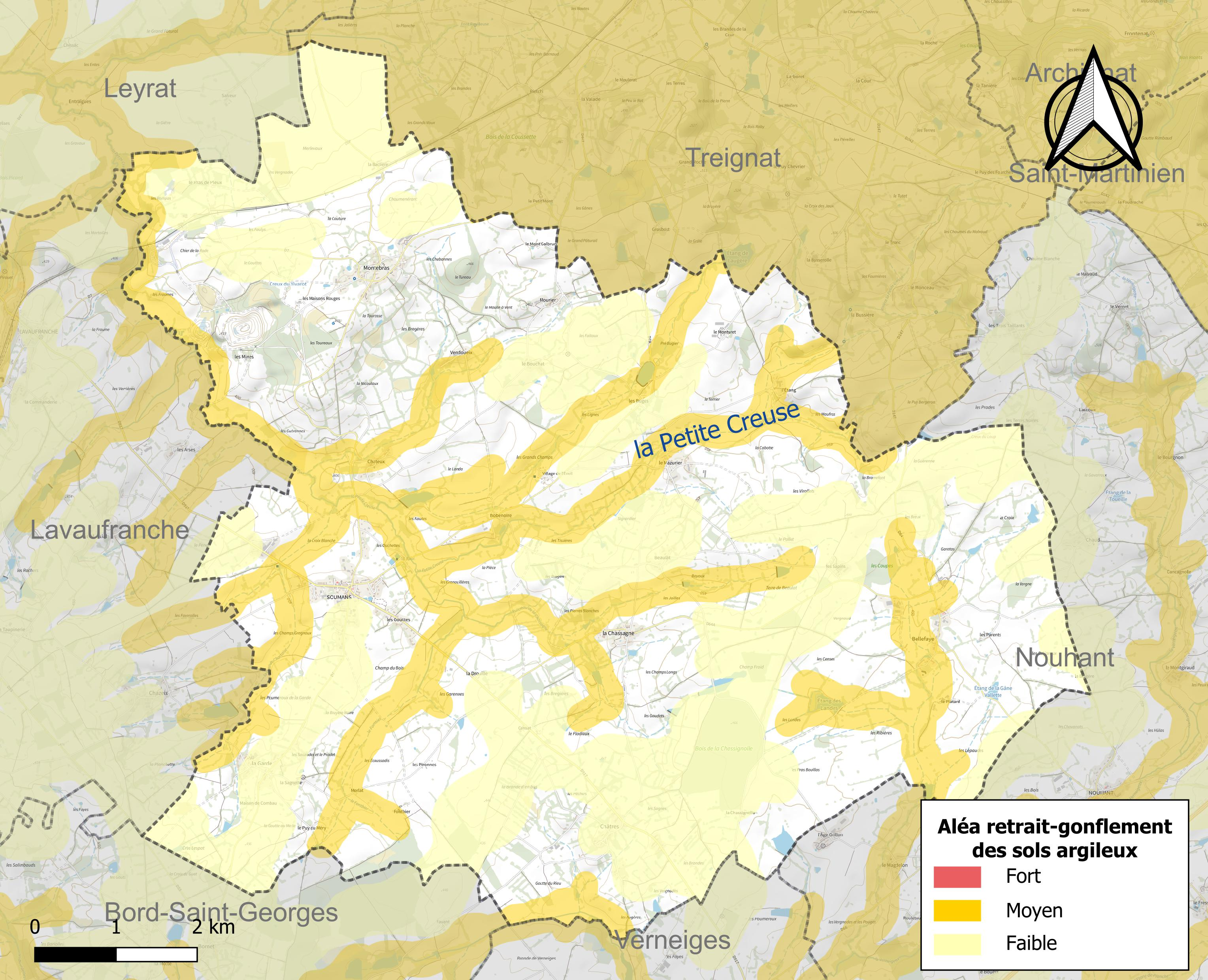
Carte des zones d'aléa retrait-gonflement des sols argileux de Soumans.

Le retrait-gonflement des sols argileux est susceptible d'engendrer des dommages importants aux bâtiments en cas d’alternance de périodes de sécheresse et de pluie. 23,4 % de la superficie communale est en aléa moyen ou fort (33,6 % au niveau départemental et 48,5 % au niveau national). Sur les 432 bâtiments dénombrés sur la commune en 2019,  65 sont en aléa moyen ou fort, soit 15 %, à comparer aux 25 % au niveau départemental et 54 % au niveau national. Une cartographie de l'exposition du territoire national au retrait gonflement des sols argileux est disponible sur le site du BRGM,.
Par ailleurs, afin de mieux appréhender le risque d’affaissement de terrain, l'inventaire national des cavités souterraines permet de localiser celles situées sur la commune.
La commune a été reconnue en état de catastrophe naturelle au titre des dommages causés par les inondations et coulées de boue survenues en 1982 et 1999. Concernant les mouvements de terrains, la commune a été reconnue en état de catastrophe naturelle au titre des dommages causés par des mouvements de terrain en 1999.

#### Risque particulier
Dans plusieurs parties du territoire national, le radon, accumulé dans certains logements ou autres locaux, peut constituer une source significative d’exposition de la population aux rayonnements ionisants. Certaines communes du département sont concernées par le risque radon à un niveau plus ou moins élevé. Selon la classification de 2018, la commune de Soumans est classée en zone 3, à savoir zone à potentiel radon significatif.

## Toponymie
Son nom est aussi Soumans en marchois, dialecte du Croissant, langue de transition qui était autrefois parlée localement.

## Histoire
La mine de Montebras est exploitée depuis l'antiquité pour extraire une grande variété de minerais, entre autres de l'étain. La découverte de l'étamage est attribuée aux populations celtes, qui vivaient dans la région.
Dans son roman Jeanne, George Sand évoque "le camp romain de Soumans" (édition Paleo, La collection de sable, page 22)[réf. non conforme].

## Politique et administration
| Période                                  | Période   | Identité             | Étiquette     | Qualité                      |
| ---------------------------------------- | --------- | -------------------- | ------------- | ---------------------------- |
| mars 1947                                | mars 1977 | Eugène Romaine       | UDF-Rad.      | Sénateur, conseiller général |
| mars 1977                                | mai 2000  | Albert Grandjean     |               |                              |
| mars 2001                                | mars 2008 | Daniel Métayer       |               |                              |
| mars 2008                                | mars 2014 | Gérard Nore          |               |                              |
| mars 2014                                | mai 2020  | Fabrice Collinet     | SE            | Cadre                        |
| mai 2020                                 | En cours  | Jean-Claude Parnière | Apparenté PCF |                              |
| Les données manquantes sont à compléter. |           |                      |               |                              |

## Démographie
L'évolution du nombre d'habitants est connue à travers les recensements de la population effectués dans la commune depuis 1793. Pour les communes de moins de 10 000 habitants, une enquête de recensement portant sur toute la population est réalisée tous les cinq ans, les populations de référence des années intermédiaires étant quant à elles estimées par interpolation ou extrapolation. Pour la commune, le premier recensement exhaustif entrant dans le cadre du nouveau dispositif a été réalisé en 2008.

En 2022, la commune comptait 591 habitants, en évolution de −3,27 % par rapport à 2016 (Creuse : −3,32 %, France hors Mayotte : +2,11 %).
| 1793 | 1800 | 1806 | 1821 | 1831  | 1836  | 1841  | 1846  | 1851  |
| ---- | ---- | ---- | ---- | ----- | ----- | ----- | ----- | ----- |
| 719  | 714  | 751  | 950  | 1 028 | 1 092 | 1 075 | 1 147 | 1 136 |

| 1856  | 1861  | 1866  | 1872  | 1876  | 1881  | 1886  | 1891  | 1896  |
| ----- | ----- | ----- | ----- | ----- | ----- | ----- | ----- | ----- |
| 1 031 | 1 063 | 1 115 | 1 300 | 1 333 | 1 336 | 1 376 | 1 510 | 1 402 |

| 1901  | 1906  | 1911  | 1921  | 1926  | 1931  | 1936  | 1946 | 1954 |
| ----- | ----- | ----- | ----- | ----- | ----- | ----- | ---- | ---- |
| 1 415 | 1 380 | 1 378 | 1 193 | 1 192 | 1 172 | 1 081 | 952  | 950  |

| 1962 | 1968 | 1975 | 1982 | 1990 | 1999 | 2006 | 2008 | 2013 |
| ---- | ---- | ---- | ---- | ---- | ---- | ---- | ---- | ---- |
| 913  | 869  | 739  | 612  | 540  | 544  | 571  | 580  | 618  |

| 2018 | 2022 | - | - | - | - | - | - | - |
| ---- | ---- | - | - | - | - | - | - | - |
| 590  | 591  | - | - | - | - | - | - | - |

## Culture locale et patrimoine

### Lieux et monuments
- Le château de Bellefaye.
- Église Saint-André de Bellefaye. L'édifice a été inscrit au titre des monuments historique en 1963[24].
- Église Saint-Martin de Soumans.

### Personnalités liées à la commune
- Clément de Laage, baron de Bellefaye, guillotiné le 8 mai 1794 à Paris, en tant que fermier général, en même temps que Lavoisier.
- Jean Léonard Judet, né le 20 juillet 1846 à Soumans, mort le 6 mai 1907 à Lavaufranche (Creuse), est un agriculteur et un homme politique français.
- Eugène Romaine (13 juillet 1905 - 29 juillet 1983) est une personnalité politique française. Ancien sénateur de la Creuse membre du groupe de la Gauche démocratique. Minotier, Eugène Romaine fut de longues années maire de Soumans et conseiller général du canton de Boussac.